# James Wilson (calciatore 1995)
James Anthony Wilson (Biddulph, 1º dicembre 1995) è un calciatore inglese, attaccante del Northampton Town.

## Carriera

### Club
Cresciuto nelle giovanili del Manchester United, veste la maglia dei Red Devils fin dall'età di 15 anni.
Il 6 maggio 2014, all'esordio assoluto in Premier League, ha segnato i suoi primi due gol in massima serie, nella vittoria per 3-1 contro l'Hull City ad Old Trafford. Nella stagione 2014-2015, sotto la guida del nuovo tecnico Louis Van Gaal, viene aggregato in pianta stabile alla rosa della prima squadra.

### Nazionale
Ha giocato nelle nazionali giovanili inglesi Under-20 ed Under-21.

## Statistiche

### Presenze e reti nei club
Statistiche aggiornate al 9 settembre 2023.
| Stagione              | Squadra               | Campionato            | Campionato | Campionato | Coppe nazionali | Coppe nazionali | Coppe nazionali | Coppe continentali | Coppe continentali | Coppe continentali | Altre coppe | Altre coppe | Altre coppe | Totale | Totale |
| Stagione              | Squadra               | Comp                  | Pres       | Reti       | Comp            | Pres            | Reti            | Comp               | Pres               | Reti               | Comp        | Pres        | Reti        | Pres   | Reti   |
| --------------------- | --------------------- | --------------------- | ---------- | ---------- | --------------- | --------------- | --------------- | ------------------ | ------------------ | ------------------ | ----------- | ----------- | ----------- | ------ | ------ |
| 2013-2014             | Manchester Utd        | PL                    | 1          | 2          | FACup+CdL       | 0               | 0               | UCL                | 0                  | 0                  | CS          | 0           | 0           | 1      | 2      |
| 2014-2015             | Manchester Utd        | PL                    | 13         | 1          | FACup+CdL       | 3+1             | 1+0             | -                  | -                  | -                  | -           | -           | -           | 17     | 2      |
| ago. 2015             | Manchester Utd        | PL                    | 1          | 0          | FACup+CdL       | 0+1             | 0               | UCL                | 0                  | 0                  | -           | -           | -           | 2      | 0      |
| ago. 2015-2016        | Brighton              | FLC                   | 25+2       | 5          | FACup+CdL       | 0               | 0               | -                  | -                  | -                  | -           | -           | -           | 27     | 5      |
| 2016-gen. 2017        | Derby County          | FLC                   | 4          | 0          | FACup+CdL       | 0               | 0               | -                  | -                  | -                  | -           | -           | -           | 4      | 0      |
| gen.-giu. 2017        | Manchester Utd        | PL                    | 0          | 0          | FACup+CdL       | 0               | 0               | UEL                | 0                  | 0                  | -           | -           | -           | 0      | 0      |
| 2017-gen. 2018        | Manchester Utd        | PL                    | 0          | 0          | FACup+CdL       | 0               | 0               | UCL                | 0                  | 0                  | SU          | 0           | 0           | 0      | 0      |
| Totale Manchester Utd | Totale Manchester Utd | Totale Manchester Utd | 15         | 3          |                 | 5               | 1               |                    | 0                  | 0                  |             | -           | -           | 20     | 4      |
| gen.-giu. 2018        | Sheffield United      | FLC                   | 8          | 1          | FACup+CdL       | 1+0             | 0               | -                  | -                  | -                  | -           | -           | -           | 9      | 1      |
| 2018-2019             | Aberdeen              | SP                    | 24         | 4          | SC+CdL          | 5+3             | 0               | UEL                | -                  | -                  | -           | -           | -           | 32     | 4      |
| 2019-gen. 2020        | Aberdeen              | SP                    | 11         | 0          | SC+CdL          | 0+2             | 0               | UEL                | 3                  | 0                  | -           | -           | -           | 16     | 0      |
| Totale Aberdeen       | Totale Aberdeen       | Totale Aberdeen       | 35         | 4          |                 | 10              | 0               |                    | 3                  | 0                  |             | -           | -           | 48     | 4      |
| gen.-giu. 2020        | Salford City          | FL2                   | 5          | 2          | FACup+CdL       | -               | -               | -                  | -                  | -                  | FLT         | 2           | 0           | 7      | 2      |
| 2020-2021             | Salford City          | FL2                   | 24         | 7          | FACup+CdL       | 1+1             | 0               | -                  | -                  | -                  | FLT         | 2           | 1           | 28     | 8      |
| Totale Salford City   | Totale Salford City   | Totale Salford City   | 29         | 9          |                 | 2               | 0               |                    | -                  | -                  |             | 4           | 1           | 35     | 10     |
| 2021-2022             | Port Vale             | FL2                   | 41+3       | 9+3        | FACup+CdL       | 2+1             | 3+0             | -                  | -                  | -                  | FLT         | 0           | 0           | 47     | 15     |
| 2022-2023             | Port Vale             | FL1                   | 25         | 3          | FACup+CdL       | 0               | 0               | -                  | -                  | -                  | FLT         | 2           | 0           | 27     | 3      |
| 2023-2024             | Port Vale             | FL1                   | 4          | 2          | FACup+CdL       | 0+2             | 0               | -                  | -                  | -                  | FLT         | 0           | 0           | 6      | 2      |
| Totale Port Vale      | Totale Port Vale      | Totale Port Vale      | 70+3       | 14+3       |                 | 5               | 3               |                    | -                  | -                  |             | 2           | 0           | 80     | 20     |
| Totale carriera       | Totale carriera       | Totale carriera       | 191        | 39         |                 | 23              | 4               |                    | 3                  | 0                  |             | 6           | 1           | 223    | 44     |

## Palmarès

### Club

#### Competizioni nazionali
- Football League Trophy: 1

Salford City: 2019-2020